# Costa Magica
Le Costa Magica est un navire de croisière qui appartenait à la société Costa Croisières du groupe leader mondial des croisières la Carnival corporation & PLC. Il fait partie de la classe Fortuna avec son sister-ship le Costa Fortuna.

## Histoire
Le Costa Magica est un navire consacré aux endroits de l'Italie, un voyage à la découverte des villes les plus célèbres en compagnie des œuvres d'art de l’Académie de Brera.
En mars 2020, plusieurs cas de covid 19 se déclarent sur le Costa Magica et le Costa Favolosa. Refoulés de tous les ports des Caraïbes, les bateaux sont finalement accueillis dans le port de Miami aux États Unis,.
Le 23 juin 2021, il est annoncé qu'à la mi-2022, le Costa Magica quittera la flotte de Costa Croisières pour passer à celle  de Carnival Cruise Lines après une rénovation en cale sèche. Mais le 15 juin 2022, nouvelle décision : c'est finalement le Costa Luminosa qui rejoindra la flotte de Carnival Cruise Lines, pour opérer vers l'Australie et la côte pacifique d'Amérique du Nord.
Quant au Costa Magica, le 8 février 2023 est annoncée sa vente à la compagnie maritime Gréco-chypriote Seajets (en) qui le renomme Mykonos Magic,.

## Caractéristiques
- Mise en service : 2004[6]
- Longueur : 272,2 m
- Largeur : 35.5 m (flottaison)
- Tirant d’eau : 8,30 m
- Tonnage du bateau : 102 587 tonneaux de jauge brute
- Vitesse : 20 nœuds
- Nombre de ponts : 17 (14 pour les passagers)
- Capacité d’accueil : 3 470 passagers
- Membres d’équipage : 946 (juillet 2015)
- Par gros temps, le capitaine peut décider de déployer des stabilisateurs contre l'effet du roulis.
- Classé post-panamax, le navire est trop imposant pour emprunter le canal de Panama.
- Le navire dispose de 5 500 œuvres d'art.

## Installations destinées aux passagers

### Cabine
1 358 cabines dont :   
- 464 avec balcon privé ;
- 58 suites avec balcon privé.

### Restaurants & Bars
- 4 restaurants, dont l'un, le Club Vicenza, payant sur réservation
- 11 bars, dont un Cognac & Cigar Bar

### Bien-être et sport
- 6 bains à hydromassage (dont un payant)
- 3 piscines avec verrière amovible (macradome)
- Club Salute Saturnia: 1 300 m2 sur 2 étages, avec gymnase, salle de soins, sauna, hammam
- Terrain de sport polyvalent
- Parcours de footing en plein air

### Divertissements
- Théâtre sur trois étages de 1500 places
- Casino
- Discothèque
- Piscine sur le Pont équipée d'une verrière amovible et d'un écran géant
- Point Internet (payant)
- Bibliothèque
- Boutiques
- Toboggan acquatique
- Monde virtuel, Squok Club (monde pour enfants)